# Pilzno 3
Pilzno 3 (czeski: Plzeň 3) – najbardziej zaludniony miejski region Pilzna. Składa się z centralnej i najbardziej na zachód wysuniętej części miasta. Radobyčice są najbardziej na południe wysuniętą częścią Pilzna.